# Carl Eric Sundberg
Carl Eric Sundberg, född 5 februari 1771 i Storfurstendömet Finland, död 10 december 1846 i Maria Magdalena församling, Stockholms län, var en svensk instrumentbyggare i Stockholm. Han tillverkade harpor, lutor, gitarrer, cittror och klaver. Sundberg fick burskap 10 september 1810 och var verksam fram till 26 april 1833 då han blev uppsagd.
Han var bosatt 1819 i kvarteret Hammaren 6 i Jakobs församling, Stockholm.
Sundberg var gifte med Anna Maria Eriksdotter (född 1798). De fick tillsammans barnen Carl Oscar (född 1822) och Johan Albert (född 1824), Frans Eric (född 1826) och Gustaf Fredric (född 1828).

## Medarbetare och gesäller
- 1819-1820 - Fredric Sandberg (född 1796). Han var lärling hos Sundberg.
- 1819-1820 - Johan Fredrik Palmberg (född 1798). Han var lärling hos Sundberg.
- 1822 - P. Ad. Bergström (född 1803). Han var lärling hos Sundberg.
- 1822-1823 - C. Ericsson (född 1803). Han var lärling hos Sundberg.
- 1823 - Anders Andersson (född 1809). Han var lärling hos Sundberg.
- 1824 - A. W. Löfgren (född 1801). Han var gesäll hos Sundberg.
- 1824-1826 - Carl E. Lindborg (född 1803). Han var lärling hos Sundberg och blev 1826 gesäll hos honom.
- 1824-1827 - Anders Lindholm (född 1809). Han var lärling hos Sundberg.
- 1826-1831 - Johan August Pettersson (född 1811). Han var lärling hos Sundberg och blev 1831 gesäll hos honom.
- 1827-1829, 1831 - Johan Er. Tohr (född 1807). Han var lärling hos Sundberg.
- 1831 - Christian Ludvig Nordlöf (född 1816). Han var lärling hos Sundberg.